# Омуховичи
Омуховичи (бел. Амухавічы)— бывшая почтовая станция, ныне находится на территории деревни Красное Село (бывшая Омуховичи) Весейского сельсовета в Слуцком районе, Минская область, Республика Беларусь, около бывшего шоссе «Москва – Варшава» (ныне дорога республиканского значения Р43), между деревнями Весея и Васильково. В Омуховичах находится памятник истории и культуры №2612 — почтовая станция, построенная по образцовому проекту 1843 года в стиле позднего классицизма. Станция относилось к третьему разряду и была рассчитана на 25 лошадей и 9 ямщиков.

## Описание
До 2005-2006 годов на станции сохранялись два хозяйственных флигеля, в настоящее время утраченные. Отопление осуществлялось от одной печи с помощью горячего воздуха, который проходил по специальным каналам в стенах.
Согласно сохранившейся верстовой надписи на соседней станции Дожинки, расстояние от Дожинок до Омухович составляло 14 ½ версты.

## История
Станция находилась на участке шоссе Бобруйск – Брест, проходящем через г. Слуцк Слуцкого уезда. Строительство шоссе, являвшегося отрезком дороги из Москвы в Варшаву, закончилось на территории уезда в 1831 году, а окончательно шоссе между Бобруйском и Брестом открыли в 1846 году. При этом город Слуцк до 1840 года принадлежал князю Льву Витгенштейну, и в документах, приготовленных для продажи города государству дорога не упоминается, и почтовая станция в городе была построена на 3 года позже Омуховской. В 1852 было приказано осуществить регулярную перепланировку казенных селений вдоль шоссе. Дорога была передана в ведение земств в 1877 году. До Первой мировой войны дорога использовалась для перевозки почты, почтовая карета проходила один раз в сутки. Для перевозки пассажиров до 1910 года использовались дилижансы, которые затем заменили автобусами, которые соединили Слуцк с ж/д станциями Барановичи и  Старые Дороги.